# Деја (Сучава)
Деја (рум. Deia) насеље је у Румунији у округу Сучава у општини Фрумосу. Oпштина се налази на надморској висини од 615 m.

## Становништво
Према подацима из 2002. године у насељу је живело 888 становника, од којих су сви румунске националности.